# Ártemis Pérsica
Ártemis Pérsica (también Artemisa persa, Ártemis persa, etc.) es uno de los nombres dados por los griegos a la diosa persa Anahita (llamada también Anaitis por los griegos), y al culto sincrético entre esta y la diosa griega Ártemis. 
El proceso de sincretismo entre Ártemis y Anahita se desarrolló en Asia Menor, la que fue conquistada por los persas a mediados del siglo VI a. C. De acuerdo con Tácito (III.60), un santuario de la diosa fue fundado en Hierocesarea (Lidia) por Ciro el Grande, quien le entregó privilegios. Asimismo, el babilonio Beroso menciona que Anaitis era adorada en Sardes durante el reinado de Artajerjes II. Este rey protegió particularmente el culto de Anahita (es el primer soberano aqueménida que la menciona en sus inscripciones), y se presume que muchos de los centros de culto a Ártemis/Anahita datarían de su reinado. De la época de dominio persa se han hallado, además, algunos sellos y anillos con representaciones de la diosa.
El culto de Ártemis Pérsica continuó practicándose durante los períodos helenístico y romano. Los antes mencionados privilegios del santuario de Hierocesarea fueron corroborados por soberanos helenísticos, tal como parece sugerir una carta de Átalo III de Pérgamo (RC 68); así mismo, se tiene noticia de su culto en la ciudad pergamea de Filadelfia. Monedas con representaciones helenísticas de la diosa han sido halladas en los sitios lidios de Hierocesarea e Hipepa; en este último caso es posible observar la pervivencia de algunos elementos de estilo iránico. Ya en la época romana, Estrabón (XV.3.15) menciona festivales en honor a Anahita en santuarios de Capadocia (Castabala), y Pausanias (V.27.5) afirma haber presenciado ceremonias de culto llevadas a cabo en Hipepa. 